# Trdnjava Nassau, Curaçao
Trdnjava Nassau (uradno: Fort Oranje Nassau ) je utrdba v mestu Willemstad, Curaçao. Nahaja se na 68 m   visokem hribu s pogledom na mesto Willemstad in njegovo pristanišče. Zgrajena je bila leta 1796 kot Fort Republiek. Leta 1807 so Curaçao zavzeli Britanci in trdnjavo so preimenovali v Fort George. Leta 1816 je bil Curaçao vrnjen Nizozemski in trdnjava je spet dobila svoje sedanje ime. Izgubila je vojaško funkcijo, vendar je bil uporabljena kot kontrolni stolp za most kraljice Emme. Od leta 1959 se uporablja kot restavracija.

## Zgodovina
Leta 1796 je Johann Lauffer, poveljnik vojaškega odbora in kasneje guverner Curaçaa, ukazal gradnjo Fort Republieka za zaščito Curaçaa pred napadi britanske mornarice. Ime republiek se nanaša na Batavsko republiko. Seru Sablica se je nahajala na vrhu hriba, ki je gledala na mesto Willemstad in njegovo pristanišče, in je veljala za najboljšo lokacijo za gradnjo utrdbe, vendar je bilo zemljišče del plantaže Knip. Trdnjava je bila draga, stala je 60.000 funtov, prebivalstvo pa ni hotelo zagotoviti sužnjev za njeno gradnjo. Konec leta 1797 je bila trdnjava dokončana. Utrdba je sestavljena iz pravokotne baterije znotraj obročastega zidu. 
Avgusta 1800 so francoske čete z Guadeloupa neuspešno poskušale zavzeti utrdbo in 22. septembra po prihodu ameriške vojaške ladje pobegnile z otoka. Leta 1804 je britanska mornarica, ki ji je poveljeval Charles Brisbane, poskušala zavzeti Curaçao, vendar so bili napadeni iz utrdbe in so se morali umakniti. Brisbane se je vrnil ob zori 1. januarja 1807, medtem ko so nizozemske čete spale ali okrevale od silvestrovanja, in uspelo jim je zavzeti otok.  Utrdba se je preimenovala v Fort George.
Marca 1815 je bilo  s pariško pogodbo sklenjeno, da se Curaçao vrne Nizozemski. Britanci so otok zapustili 28. januarja 1816 in utrdbo so preimenovali v Fort Oranje Nassau, vendar so jo običajno imenovali Fort Nassau. Leta 1825 je utrdba izgubila vojaški namen. Uporabljali so jo kot kontrolni stolp za most kraljice Eme. Od leta 1959 se uporablja kot restavracija.